# アネブル
株式会社アネブル（英文名称：enable Inc）とは、愛知県刈谷市に本社のある、大手上場メーカーやその関連会社を中心にエンジン開発・車両開発業務を請け負う自動車系エンジニアリング会社である。
その業務はエンジンやモーターの試験受託から、試作品製作や試験治具開発、試験装置開発、天然ガス自動車改造、モータースポーツ部品輸入、そしてメーカーへのエンジニア派遣まで多岐にわたる。
特にエンジン試験、モーター試験受託業務においては業界トップクラスの施設を保有する。

## 概要
自動車用をはじめとした各種エンジン（ガソリン、ディーゼル、CNG、LPG）の試験受託事業を日本で最初に事業化したのち設備を増強し、国内3拠点にエンジンベンチ設備18基を保有していて国内トップ。またEV、ハイブリッド車用のモーターについてもモーターラボを開設し受託試験を開始した。
さらに、これらの設備を活用してエンジニアの育成を進め、自動車メーカーおよびパワートレーン部門の一次サプライヤー向けに請負、派遣ビジネスを進めている。
そのほかに、各メーカーからの依頼により、試験車・試作車の改造受託や試験機・試作部品の設計・製作を行っている。
別部門では、国内の主要な自動車レース車両に部品の輸入サービス活動など多様な活動を進めるなど、自動車分野において多様な活動を進めるBREXAグループのエンジニアリング会社である。

## 沿革
- 2002年（平成14年）4月 - 自動車用エンジン開発と、ハイパフォーマンス部品の企画・輸入・開発を目的として、愛知県碧南市に有限会社ヤマコエンタープライズを設立
  - ZF Race Engineering GmbH（ドイツ）社と日本国内テクニカル・パートナー契約を締結、輸入を開始
  - Racelogic（英国）社の製品輸入を開始
- 2005年（平成17年）
  - 2月 - 愛知県刈谷市にテクニカルセンターを開設、第1実験棟竣工。株式会社ヤマコエンタープライズに改組、本社を愛知県刈谷市に移転
  - 3月 - 自動車産業に特化した製造派遣・請負事業を目的として、静岡市に株式会社アネブルを設立
  - 4月 - 愛知県刈谷市にアネブル三河営業所を開設
  - 5月 - 一般労働者派遣事業許可
  - 11月 - 有料職業紹介事業許可
  - 12月 - 技術研修棟竣工
- 2006年（平成18年）
  - 1月 - 株式会社アネブルがヤマコエンタープライズを吸収合併、本社を刈谷市に移転
  - 7月 - ZF Race Engineering GmbH社とのテクニカル・パートナー契約対象地域をアジア地区に拡大
  - 12月 - Drexler Motorsport（ドイツ）社の製品輸入を開始

- 2007年（平成19年）9月 - 実験受託部門において、国際標準規格ISO9001認証を取得。増資により、資本金を1億5千万円とする
- 2008年（平成20年）10月 - 第2実験棟竣工
- 2010年（平成22年）7月 - 株式会社アウトソーシングセントラルおよび株式会社ヤストモと合併、社名を株式会社アウトソーシングセントラルに変更
- 2012年（平成24年）
  - 3月 - Pro-Bolt（英国）社の製品輸入を開始
  - 5月 - 社名を株式会社アネブルに変更
- 2013年（平成25年）
  - 1月 - KRONTEC（ドイツ）社の製品輸入を開始
  - 12月 - 減資により、資本金を1億円とする
- 2014年（平成26年）
  - 1月 - Drenth（オランダ）社の製品輸入を開始
  - 6月 - 厚木事業所（神奈川県）を開設。第2実験棟に電気動力計（フレックダイナモメータ）1基導入
- 2015年（平成27年）
  - 3月 - TMD Performance（ドイツ）とPAGID Racing製品の輸入契約を締結
  - 4月 - 株式会社協同（埼玉県行田市）からNGV事業を譲り受け、行田事業所を開設。豊田営業所（愛知県）を開設
- 2016年（平成28年）
  - 5月 - 碧南デザインセンター（愛知県）を開設
  - 10月 - 「あすけあいプロジェクト」に参画
- 2017年（平成29年）10月 - 西湘テクニカルセンター（神奈川県）開設。厚木事業所を統合閉鎖
- 2018年（平成30年）
  - 3月 - Ricardo Plc（英国）とビジネスコラボレーションを開始
  - 4月 - モーターラボ（愛知県）を開設
- 2019年（平成31年）4月 - 神戸テクニカルセンター（神戸市）を開設
- 2020年（令和2年）
  - 6月 - 横浜オフィス（横浜市）を開設
  - 12月 - Ricardo Plc（英国）とのビジネスコラボレーション終了
- 2022年（令和4年）11月 - モーターラボ一時閉鎖

- 2023年（令和5年）
  - 4月 - 博多オフィス（福岡市）を開設
  - 8月 - 豊田営業所（愛知県）移転

## 拠点
- 本社（愛知県刈谷市）
- 刈谷テクニカルセンター（愛知県刈谷市）
- 西湘テクニカルセンター（神奈川県小田原市）
- 神戸テクニカルセンター（兵庫県神戸市）
- 碧南デザインセンター（愛知県碧南市）
- 行田事業所（埼玉県行田市）
- 豊田営業所（愛知県豊田市）
- 横浜オフィス（神奈川県横浜市）
- 博多オフィス（福岡県福岡市）